# Дорн-Дюркхайм
Дорн-Дюркхайм (нем. Dorn-Dürkheim) — община в Германии, в земле Рейнланд-Пфальц. 
Входит в состав района Майнц-Бинген. Подчиняется управлению Гунтерсблум.  Население составляет 912 человек (на 31 декабря 2010 года). Занимает площадь 5,60 км².